# Gambiran (Kalisat)
Gambiran is een bestuurslaag in het regentschap Jember van de provincie Oost-Java, Indonesië. Gambiran telt 5814 inwoners (volkstelling 2010).